# João de Marvão
João de Marvão (século XV-século XVI) foi um fidalgo português. Foi escudeiro da Casa Real e almoxarife em Vila do Porto. Exerceu o cargo de capitão do donatário da ilha de Santa Maria durante a menor idade de João Soares de Sousa, de quem foi, assim, lugar-tenente.
O seu nome permaneceu na toponímia da ilha, designando a ponta do Marvão.